# Great Lakes XTBG
Le Great Lakes XTBG, aussi connu sous la désignation d'« Avenger », était un prototype de bombardier-torpilleur biplan monomoteur, conçu dans les années 1930 par la Great Lakes Aircraft Company (en) pour la marine américaine.
Ses résultats lors des évaluations effectués par cette dernière furent décevants, et il n'entra jamais en service. Son nom d'Avenger fut toutefois repris par un appareil très réussi, le Grumman TBF Avenger.

## Conception et développement
À la fin de l'année 1934, le Bureau of Aeronautics (BuAer) de l'US Navy publia une spécification pour la conception de nouveaux « scout bombers » (SB, pour « bombardier-éclaireur » en français) et bombardiers-torpilleurs. Huit compagnies proposèrent un total de dix projets en réponse à ces besoins, répartis équitablement entre des monoplans et des biplans,.
Deux propositions furent retenues pour le plan de modernisation des torpilleurs : le XTBG-1, de Great Lakes, et le de XTBD-1 de la Douglas Aircraft Company. Les deux avions devaient être équipés du moteur en étoile Pratt & Whitney R-1830, d'un train d'atterrissage rétractable et embarquer un équipage de trois personnes dans un cockpit fermé. Les essais en vol furent effectués en 1935. Victime de problèmes de stabilité, l'avion de Great Lakes fut largement surclassé en performances par son concurrent Devastator, qui était bien plus stable mais avait également des caractéristiques de manœuvrabilité supérieures.
Seul un prototype (BuNo 9723) fut construit au cours de l'année 1935, puis le projet fut abandonné.

## Caractéristiques
Disposant d'un train d'atterrissage entièrement rétractable et d'une soute totalement fermée pour sa torpille, le XTBG-1 avait la particularité assez surprenante d'avoir l'opérateur de lancement de torpille installé en avant de l'aile, dans un petit compartiment fermé